# Організація державного відродження України
Організація державного відродження України (ОДВУ) (англ. Organization for the Rebirth of Ukraine) — громадсько-політична організація українців у США. ОДВУ є ідеологічно пов'язана з Організацією українських націоналістів (ОУН), група пропагувала український націоналізм та підтримувала визвольну боротьбу в Україні.

## Історія
Перші осередки під назвою «Братні відділи» створені 1928—1929 в час перебування голови Проводу українських націоналістів Євгена Коновальця в США і Канаді. Основа ОДВУ була створена в 1930—1931 членом Вищого (чотириособового) Проводу ОУН Омеляном Сеником, який допоміг заснувати 35 гілки організації.
В червні 1931 на 1-му з'їзді затверджено назву організації, статут, обрано Центральну управу (ЦУ). Відтак керуючий орган цієї організації проводить з'їзд що два роки. Перший голова — Г. Герман. Багато років організацією керував громадсько-політичний діяч і вчений Олександр Грановський. Первісно головною метою ОДВУ були допомога і фінансова підтримка діяльності Української військової організації та Організації українських націоналістів. Згодом головна увага приділялася збереженню національної ідентичності українців у США, підтримці національно-визвольного руху в Україні.
Група була особливо популярною у 1930-х роках і розвинула 78 відділень з молоддю (Молодими українськими націоналістами) та жінками філії (Український Золотий Хрест); її об'єднане членство в 1938 році становило приблизно 10,000. Розслідування ОДВУ спеціальним комітету Конгресу США та FBI щодо сприйняття пронацистських симпатій після 1939 року вплинуло на групу серйозно (кількість відділень впала до 27 до 1942 року), але вона була виправдовувана і відновила частину колишньої сили після Другої світової війни.
У післявоєнний період ОДВУ був приєднаний до ОУН (фракція Андрія Мельника).
З 1957, коли Центральна управа ОДВУ купила оселю ім. Олега Ольжича у м. Лігайтон (шт. Пенсильванія, США), з'їзди відбуваються на терені оселі. В цьому культурно-рекреаційним комплексом встановлено пам'ятник Олегу Ольжичу (скульптор Михайло Черешньовський).
Після здобуття Україною незалежності ОДВУ підтримує контакти з українськими політичними та громадськими організаціями. ОДВУ має широку мережу відділів у США, співпрацює з іншими українськими організаціями, у тому числі молоді й жінок.
2017 року ОДВУ вступила до Українського конґресового комітету Америки, серед засновників якого 1940-го були й члени Організації.

## Публікації
Українською ОДВУ випускала журнали «Вісник ОДВУ» (1932—1934), «Націоналіст» (1935—1937), «Україна» (1938—1941), всі опубліковані в Нью-Йорку; «Самостійна Україна» (з 1948, з 1995 — в Україні). Англійською ОДВУ випускала щомісячний журнал «The Trident» (Чікаґо, початково газета американської спілки Young Ukrainian Nationalists (MUN), але з 1939 року ОДВУ взяла контроль за випуском часопису).

## Голови Центральної управи ОДВУ
- Г. Герман (1931—1935)
- Олександр Грановський (1935—1963)
- В. Різник (1963-)
- Б. Гнатюк (1964—1970)
- Богдан Шебунчак (1970—1978)
- Павло Дорожинський (1984—1986)
- Олександр Процюк
- Мирослав Кий